# Израильский жестовый язык
Израильский жестовый язык, или ISL — наиболее часто используемый жестовый язык в сообществе глухих Израиля. В Израиле также используются некоторые другие языки жестов, в том числе бедуинский жестовый язык ас-Сайид.
Израильский жестовый язык — полноценный язык, состоящий из комбинации жестов, каждый из которых производится руками в сочетании с мимикой, движением рта и губ, а также в сочетании с положением корпуса тела. Израильский жестовый язык обладает богатым запасом жестов и сложной грамматической структурой.
Израильский жестовый язык возник в 1930-е годы. Лексический запас сформировался за период существования местной общины глухих и слабослышащих.

## История
История ISL восходит к 1873 году в Германии, где немецкий еврей Маркус Рейх открыл специальную школу для глухих еврейских детей. В то время он считался одним из лучших в своем роде, что сделало его популярным среди глухих еврейских детей со всего мира, а также среди неевреев. В 1932 году несколько учителей из этой школы открыли первую школу для еврейских глухих детей в Иерусалиме. Жестовый язык, используемый в иерусалимской школе, находился под влиянием немецкого языка жестов (DGS), но другие языки жестов, привезенные иммигрантами, также способствовали появлению нового языка, который начинался как пиджин. Постепенно появился местный креол, который и стал ISL.
ISL по-прежнему имеет много общих черт и слов с DGS, хотя сегодня и слишком отдалился, чтобы считаться его диалектом.
В 1940-х годах ISL стал языком устоявшейся общины глухих евреев в Иерусалиме и Тель-Авиве. Сегодня ISL является наиболее используемым и изучаемым языком жестов в Израиле, и служит основным способом общения для большинства глухих людей в Израиле, включая евреев, арабов (мусульман и христиан), друзов и бедуинов . В некоторых арабских, друзских и бедуинских городах и деревнях есть свои языки жестов.
Кроме ISL, используется также  иврит, закодированный вручную, в качестве инструмента для обучения глухих детей ивриту и общения глухих и слышащих людей.

## Сообщество глухих
Начало создания общины глухих в Израиле началось с пуримского парада в Тель-Авив в 1936 году, когда группы из Иерусалима, Тель-Авива и Хайфы встретились впервые. Это привело к созданию Ассоциации глухих в Израиле. Первым президентом в 1944 году был избран Моше Бамбергер. Ассоциация организовывала лекции, поездки и праздничные торжества. Сообщество выросло, когда беженцы Второй мировой войны бежали в Израиль, и ассоциация помогла новоприбывшим интегрироваться в израильскую общину, помогая им изучать израильский жестовый язык и найти работу.

## Oбразование
Первая школа (интернат) для глухих была основана в 1932 году в Иерусалиме, где преподавали орализм. Две другие школы оралистов были открыты в Тель-Авиве в 1941 году и в Хайфе в 1949 году. Акцент на орализм начал меняться в 1970-х годах, когда Ицхак Шлезингер начал исследовать ISL, а Израиль провел у себя Четвертую международную конференцию по глухоте в 1973 году.